# Peleteria
Peleteria är ett släkte av tvåvingar. Peleteria ingår i familjen parasitflugor.

## Bildgalleri

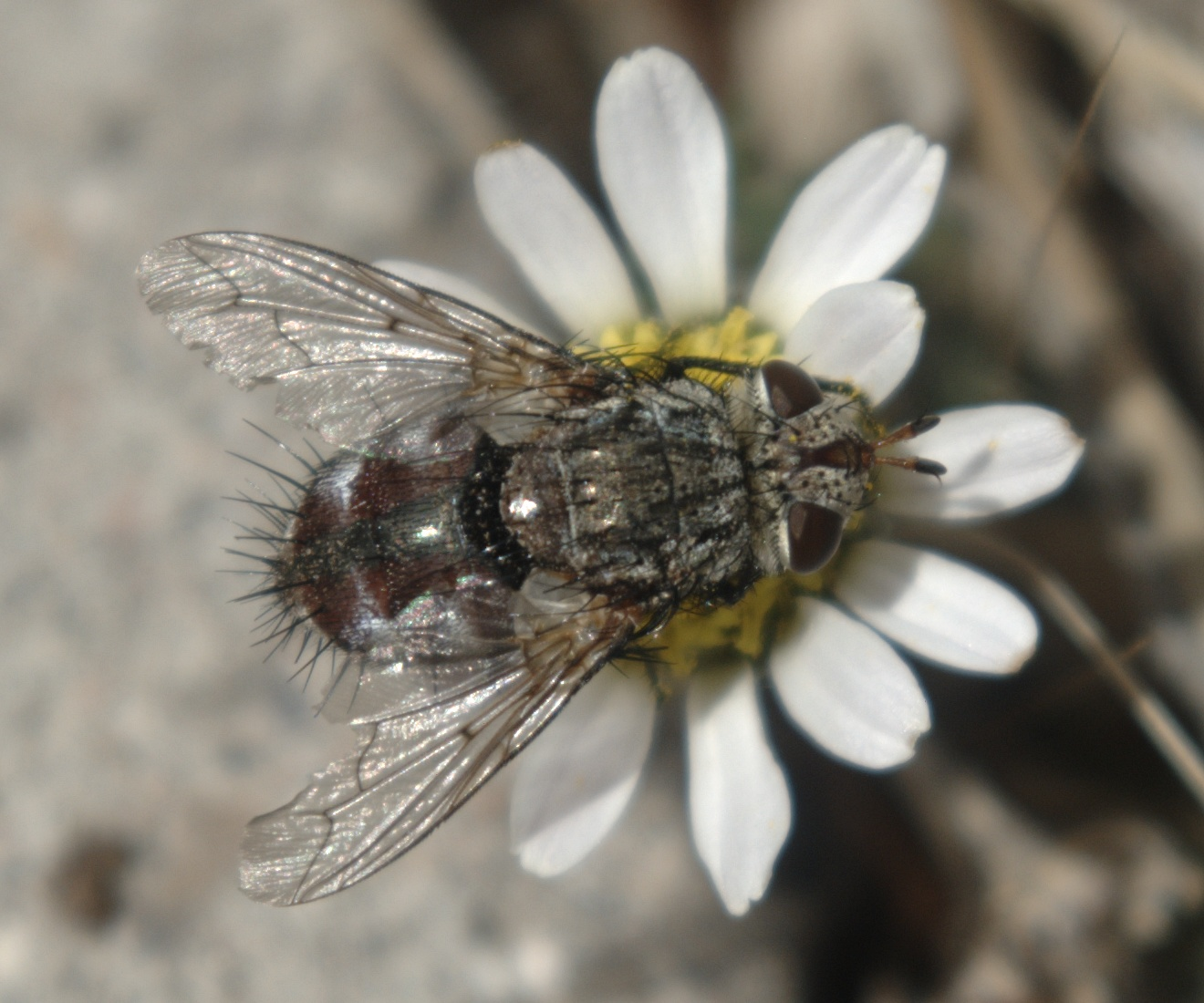
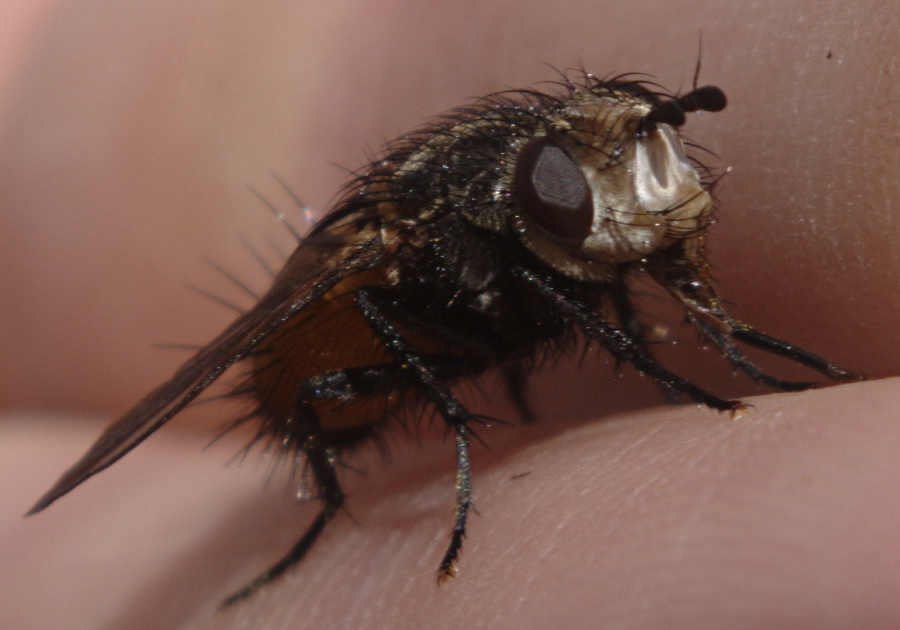
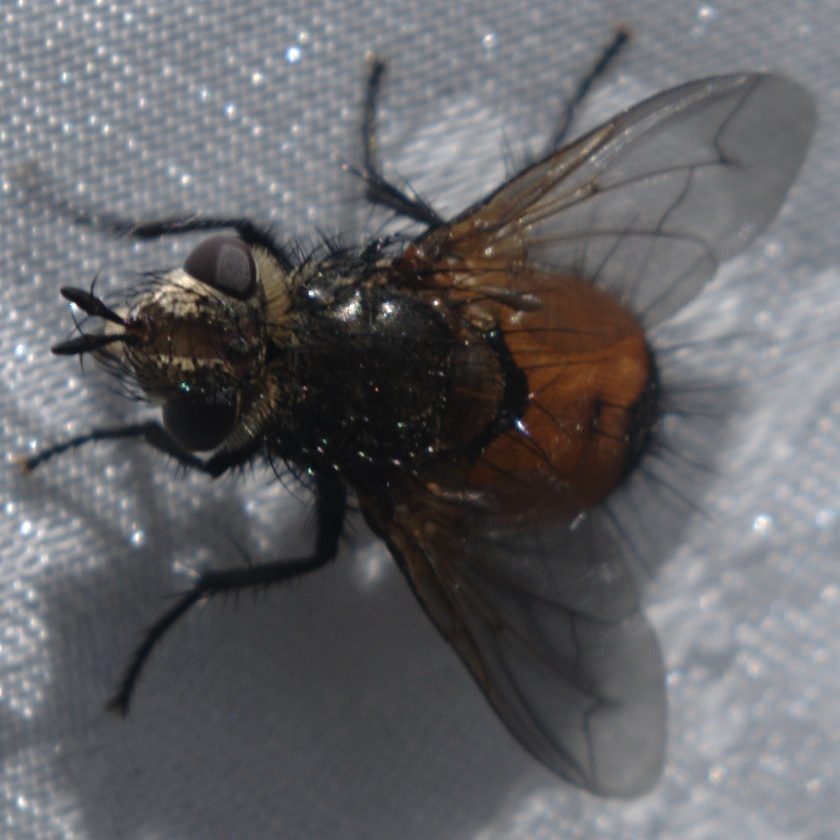
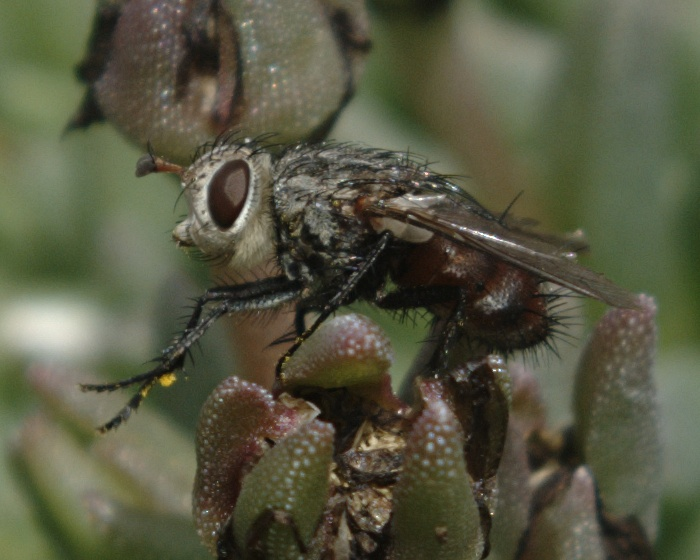

## Dottertaxa tillPeleteria, i alfabetisk ordning[1][2]
- Peleteria abdominalis
- Peleteria aclista
- Peleteria acutiforceps
- Peleteria adelphe
- Peleteria adentata
- Peleteria aenea
- Peleteria alberta
- Peleteria albuquerquei
- Peleteria aldrichi
- Peleteria analis
- Peleteria anaxias
- Peleteria andina
- Peleteria angulata
- Peleteria apicalis
- Peleteria apicata
- Peleteria aralica
- Peleteria arctica
- Peleteria biangulata
- Peleteria bidentata
- Peleteria blanchardi
- Peleteria blanda
- Peleteria bryanti
- Peleteria californiensis
- Peleteria carnata
- Peleteria chaoi
- Peleteria cinerascens
- Peleteria clara
- Peleteria conjuncta
- Peleteria convexa
- Peleteria cora
- Peleteria cornigera
- Peleteria cornuta
- Peleteria cornuticaudata
- Peleteria corusca
- Peleteria curriei
- Peleteria curtiunguls
- Peleteria emmesia
- Peleteria erschoffl
- Peleteria ferina
- Peleteria filipalpis
- Peleteria flavobasicosta
- Peleteria frater
- Peleteria fuscisquama
- Peleteria generosa
- Peleteria giacomellii
- Peleteria grioti
- Peleteria haemorrhoa
- Peleteria hokkaidensis
- Peleteria honghuang
- Peleteria incongrua
- Peleteria incontesta
- Peleteria iterans
- Peleteria javana
- Peleteria kolomyetzi
- Peleteria kuanyan
- Peleteria lalandii
- Peleteria lateralis
- Peleteria latifasciata
- Peleteria lianghei
- Peleteria lineata
- Peleteria lithanthrax
- Peleteria longipalpis
- Peleteria macrocera
- Peleteria malleola
- Peleteria manomera
- Peleteria maura
- Peleteria mediana
- Peleteria melania
- Peleteria meridionalis
- Peleteria mesnili
- Peleteria mexicana
- Peleteria micans
- Peleteria mimica
- Peleteria minima
- Peleteria multispinosa
- Peleteria neglecta
- Peleteria nemochaetoides
- Peleteria neotexensis
- Peleteria nigrifacies
- Peleteria nigrita
- Peleteria nitella
- Peleteria nyx
- Peleteria obsoleta
- Peleteria pallida
- Peleteria paolilli
- Peleteria paramonovi
- Peleteria pilosa
- Peleteria placuna
- Peleteria popelii
- Peleteria posticata
- Peleteria prompta
- Peleteria propinqua
- Peleteria pseudoershovi
- Peleteria pumila
- Peleteria pygmaea
- Peleteria qutu
- Peleteria regalis
- Peleteria riwogeensis
- Peleteria robusta
- Peleteria rubescens
- Peleteria rubihirta
- Peleteria rubrifrons
- Peleteria ruficornis
- Peleteria rustica
- Peleteria seabrai
- Peleteria semiglabra
- Peleteria semirufa
- Peleteria setigera
- Peleteria setosa
- Peleteria sibirica
- Peleteria similis
- Peleteria sphyricera
- Peleteria subandina
- Peleteria tegulata
- Peleteria thomsoni
- Peleteria torta
- Peleteria townsendi
- Peleteria trifasciata
- Peleteria trinitatis
- Peleteria triseta
- Peleteria umbratica
- Peleteria valida
- Peleteria versuta
- Peleteria vittata
- Peleteria xenoprepes